# Peter Leko
Peter Leko (ungarsk: Lékó Péter; født 8. september 1979) er en ungarsk skakspiller og skakkommentator. Han blev verdens yngste skakstormester i 1994. Han vandt lige akkurat ikke verdensmeskerskabet i skak 2004, da kampen endte i 7-7, så Vladimir Kramnik beholdt sin verdensmestertitel. Han opnåede en femteplads i FIDEs verdensmesterskab 2005 og en fjerdeplads ved verdensmeserskabet i skab 2007.
Leko har opnået sejre i mange store skakturneringer, inklusive de årlige turneringer i Dortmund, Linares, Wijk aan Zee og Tal Memorial i Moskva. Han har vundet to hold-sølvmedaljer og en individuel guldmedalje som repræsentant for Ungarn ved Skakolympiaden, samt både bronze og sølvmedaljer for hold og en individuel sølvmedalje ved tre Europamesterskabet i holdskak.
Lekos højeste placering på FIDE's verdensrangliste var en fjerdeplads, sm han opnåede første gang i spril 2003.